# Edia extralinea
Edia extralinea là một loài bướm đêm trong họ Crambidae.